# Hermathene

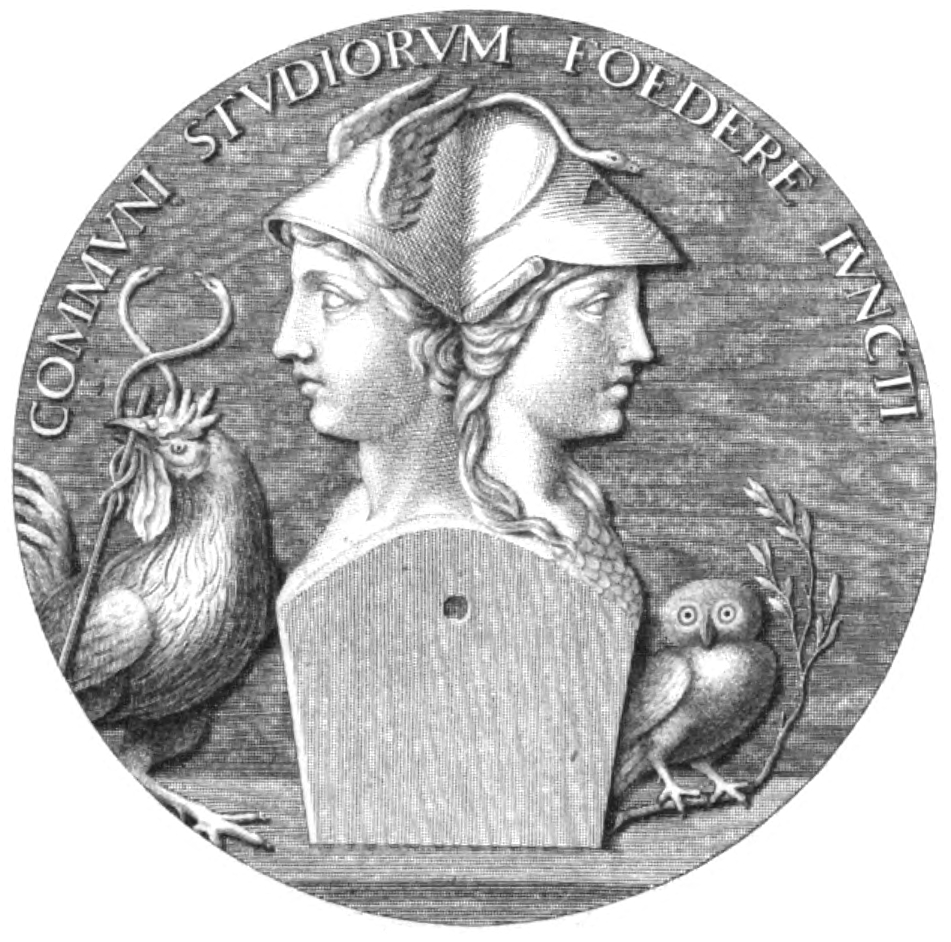
Kupferstich einer Hermathene (1816)

Als Hermathene (altgriechisch Ἑρμαθήνη) werden Hermen mit dem Kopf der griechischen Göttin Athene oder Doppelhermen mit dem Köpfen des Hermes und der Athene bezeichnet.

## Antike
Hermathenen wurden vor allem in Gymnasien und Palästren aufgestellt. Cicero stellte eine Hermathene beim Gymnasion in Tusculum auf und hielt eine solche auch für ein geeignetes Ornament der Akademie. Eine weitere Hermathene befand sich auf dem Kapitol in Rom.
In der griechischen Mythologie erscheint Hermes gelegentlich als Begleiter der Athene, was den allegorischen Zusammenhang beider Gottheiten erklärt.
Es hat sich kein antikes Exemplar einer Hermathene erhalten.

## Renaissance

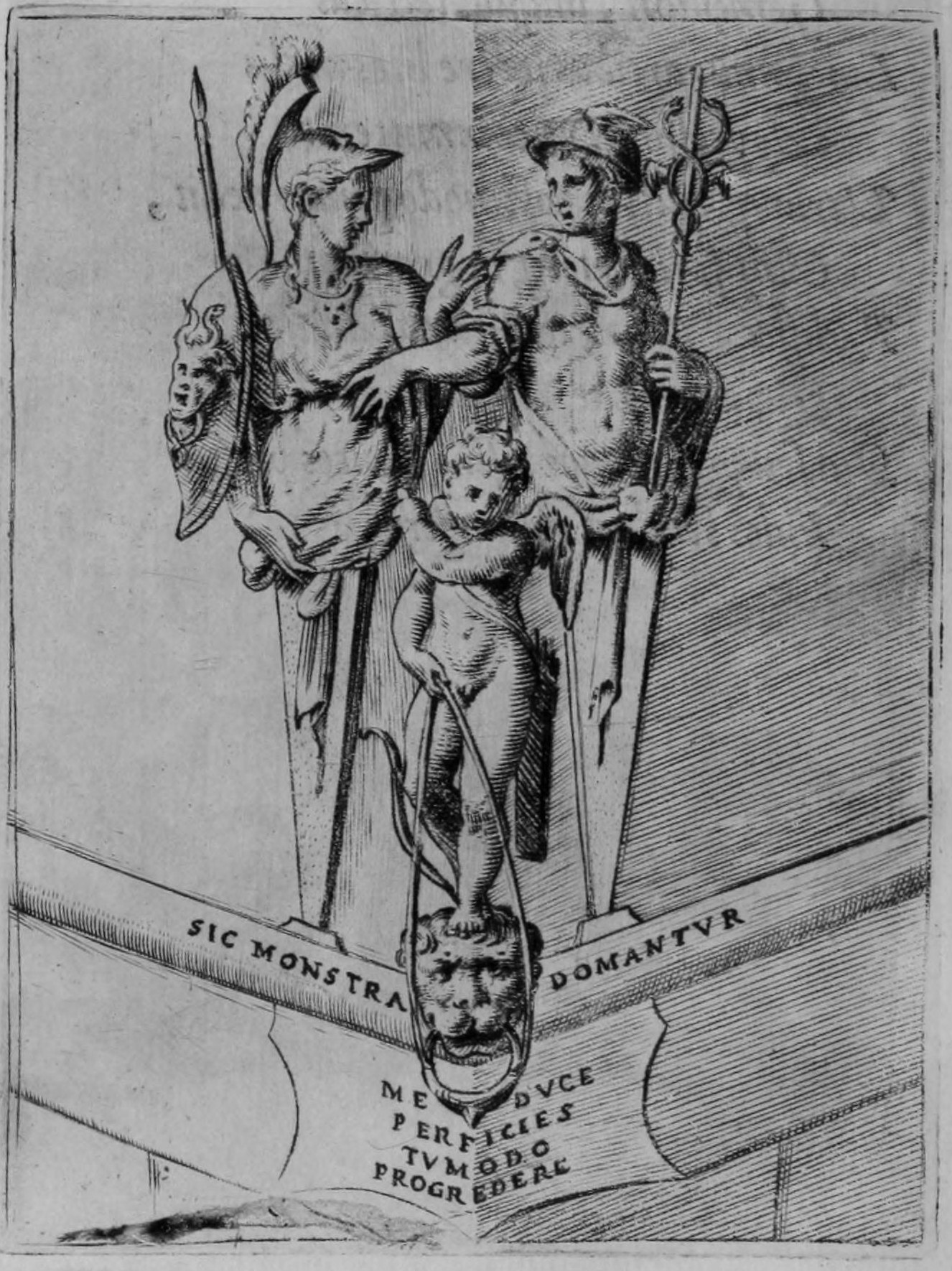
Hermathene. Emblem in den Symbolicarum quaestionum des Achille Bocchi (1574)

Der Humanist Achille Bocchi schließt in seinem Symbolicarum quaestionum de universo genere (1555) an Cicero an. Er gestaltet das Emblem der Akademie als Hermathene, da es entsprechend der Maxime festina lente (Eile mit Weile) die Schnelligkeit des Hermes mit der Bedächtigkeit der Athene verbindet, eine Vorstellung, die sich bereits bei Marsilio Ficino findet. Vincenzo Cartari beschreibt die Hermathene im Imagini colla sposizione degli dei degli antichi (1556) als Zwitter, Federico Zuccari stellt Hermes und Athene auf einem Fresko im Palazzo Farnese in Caprarola (um 1570) mit ihren jeweiligen Attributen thronend mit zwei Körpern und einem Paar Beine dar.